# Împărat și proletar
„Împărat și proletar” este o poezie scrisă de Mihai Eminescu și publicată la 1 decembrie 1874 în revista Convorbiri literare.
Mihai Eminescu a scris-o în timpul șederii sale la Berlin (1872-74).
Evenimentele din jurul anului 1870 au avut un efect asupra lui Mihai Eminescu, în special Comuna din Paris, la care se face aluzie în prima parte.
Poemul exprimă viziunea pesimistă asupra existenței umane (împreună cu „Scrisoarea I”), înțelegerea împăratului, care este conștient de domnia răului, este modelată de ideile lui Schopenhauer. Ideea mântuirii apare prin îmblânzirea voinței de a trăi.